# Drugi rząd Willy’ego Brandta
Drugi rząd Willy’ego Brandta – koalicyjny gabinet SPD i FDP działający od 15 grudnia 1972 do 16 maja 1974, utworzony na skutek wyborów wygranych przez SPD.
| Funkcja                                                                   | Imię i nazwisko                                                   | Partia  |
| ------------------------------------------------------------------------- | ----------------------------------------------------------------- | ------- |
| Bundeskanzler – Kanclerz Federalny                                        | Willy Brandt (do 7 maja 1974) Walter Scheel (p.o. od 7 maja 1974) | SPD FDP |
| Stellvertreter des Bundeskanzlers – Wicekanclerz Federalny                | Walter Scheel                                                     | FDP     |
| Minister spraw zagranicznych                                              | Walter Scheel                                                     | FDP     |
| Minister spraw wewnętrznych                                               | Hans-Dietrich Genscher                                            | FDP     |
| Minister sprawiedliwości                                                  | Gerhard Jahn                                                      | SPD     |
| Minister finansów                                                         | Helmut Schmidt                                                    | SPD     |
| Minister gospodarki i technologii                                         | Hans Friedrichs                                                   | FDP     |
| Minister rolnictwa, polityki żywnościowej i ochrony konsumentów           | Josef Ertl                                                        | FDP     |
| Minister do spraw wewnątrzniemieckich                                     | Egon Franke                                                       | SPD     |
| Minister pracy i polityki społecznej                                      | Walter Arendt                                                     | SPD     |
| Minister obrony                                                           | Georg Leber                                                       | SPD     |
| Minister ds. rodziny, starszych obywateli, kobiet i młodzieży             | Katharina Focke                                                   | SPD     |
| Minister transportu i budownictwa                                         | Lauritz Lauritzen                                                 | SPD     |
| Minister poczty i telekomunikacji                                         | Horst Ehmke                                                       | SPD     |
| Minister ds. zagospodarowania przestrzennego, budownictwa i rozwoju miast | Hans-Jochen Vogel                                                 | SPD     |
| Minister ds. badań naukowych                                              | Horst Ehmke                                                       | SPD     |
| Minister edukacji i nauki                                                 | Klaus von Dohnanyi                                                | SPD     |
| Minister ds. współpracy gospodarczej i rozwoju                            | Erhard Eppler                                                     | SPD     |
| Minister do zadań specjalnych – minister w Kancelarii                     | Egon Bahr                                                         | SPD     |
| Minister do zadań specjalnych-minister                                    | Werner Maihofer                                                   | FDP     |